# Institución Penitenciaria de Vught
La Institución penitenciaria de Vught o Nieuw Vosseveld (en neerlandés: Penitentiaire Inrichting Vught) se localiza en la ciudad holandesa de Vught, parte de la Agencia de Instituciones de Custodia (Dienst Justitiële Inrichtingen, DJI) del Ministerio de Seguridad Pública y la Justicia holandesa dentro del sistema de justicia penal de los Países Bajos. Penitentiaire Inrichting Vught, ahora es el término general que se utiliza para designarlo en lugar de Nieuw Vosseveld. Parte de la prisión es una cárcel de máxima seguridad. Esta prisión tiene algunos de los criminales más peligrosos de Europa.
Durante la Segunda Guerra Mundial, la Alemania nazi ocupó los Países Bajos (entre 1940 y 1945). Los nazis transportaban prisioneros judíos y otros desde los Países Bajos a través de los campamentos de tránsito en Amersfoort y Westerbork a los campos de concentración como Auschwitz y Bergen-Belsen. Cuando Amersfoort y Westerbork parecían ser demasiado pequeños para manejar la gran cantidad de prisioneros, la Schutzstaffel decidió construir un campo de concentración en Vught cerca de la ciudad más grande de Hertogenbosch, con una serie de subcampos.